# Сцепка (филателия)

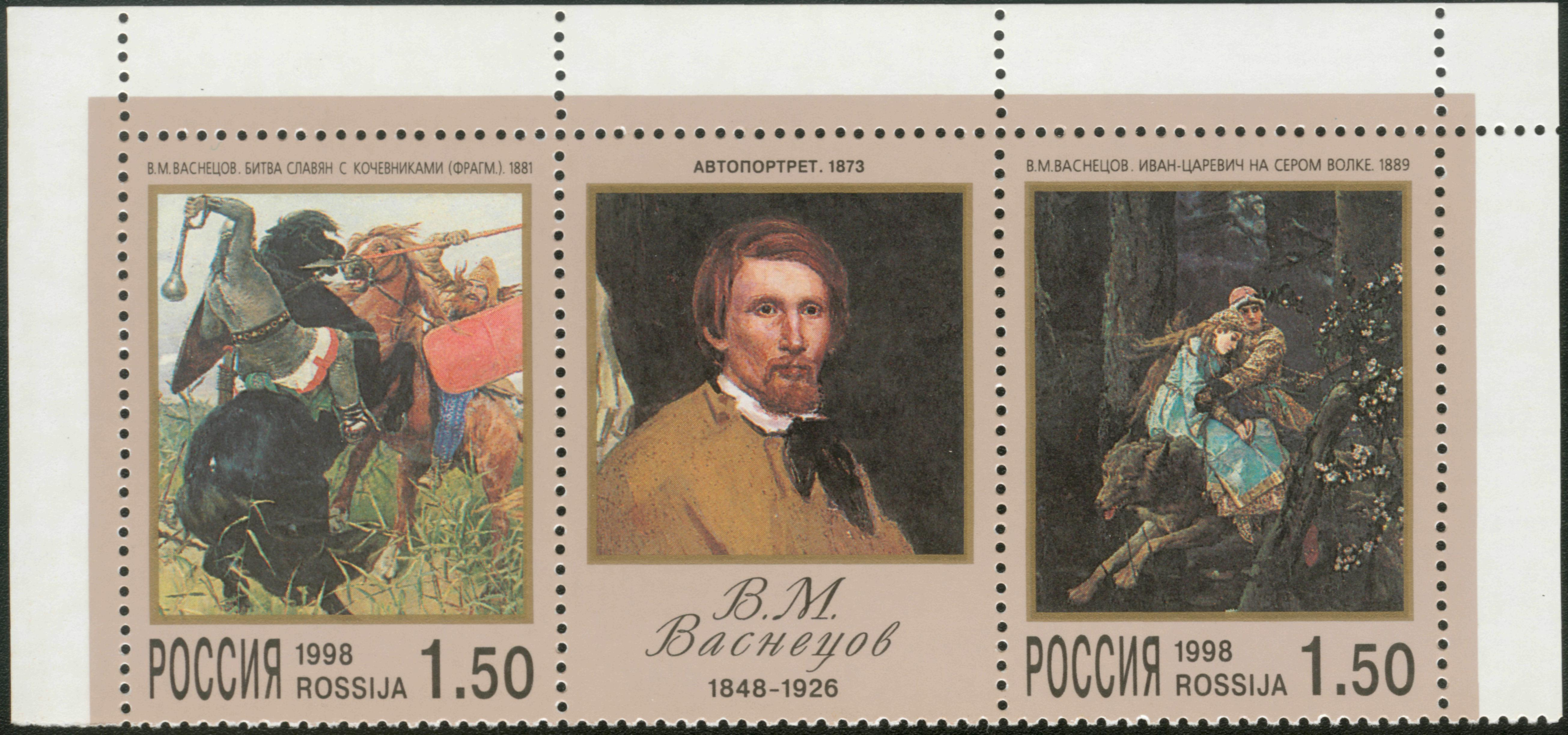
Горизонтальная сцепка из двух марок и купона России (1998)

Сце́пка — в филателии несколько (от двух: пара, триптих, полоска) почтовых марок, отличающихся по изображению, номиналу или цвету, напечатанных на одном марочном листе и не отделённых друг от друга, объединённых общим элементом рисунка или размещённым по всей сцепке текстом, при этом каждая марка может быть отделена и использована в почтовом обращении по отдельности.

## Описание
Сцепка образуется при печати на одном марочном листе нескольких разных марок из одной серии.
В сцепке могут сочетаться не только одни разные марки, но и купоны. Примером может служить оригинальная серия из почтовых марок Кубы пяти номиналов (1, 2, 3, 9 и 13 сентаво), выпущенная в октябре 1964 года к 25-летию запуска на Кубе экспериментальной почтовой ракеты. Каждую состоящую из шести частей (пять марок + угловой купон) сцепку объединяет общий рисунок, изображающий на фоне звёзд две планеты (Земля и Луна) и пять искусственных небесных тел. Всего получилось пять сцепок из 25 оригинальных марок с изображением 25 запущенных в космос космических аппаратов.

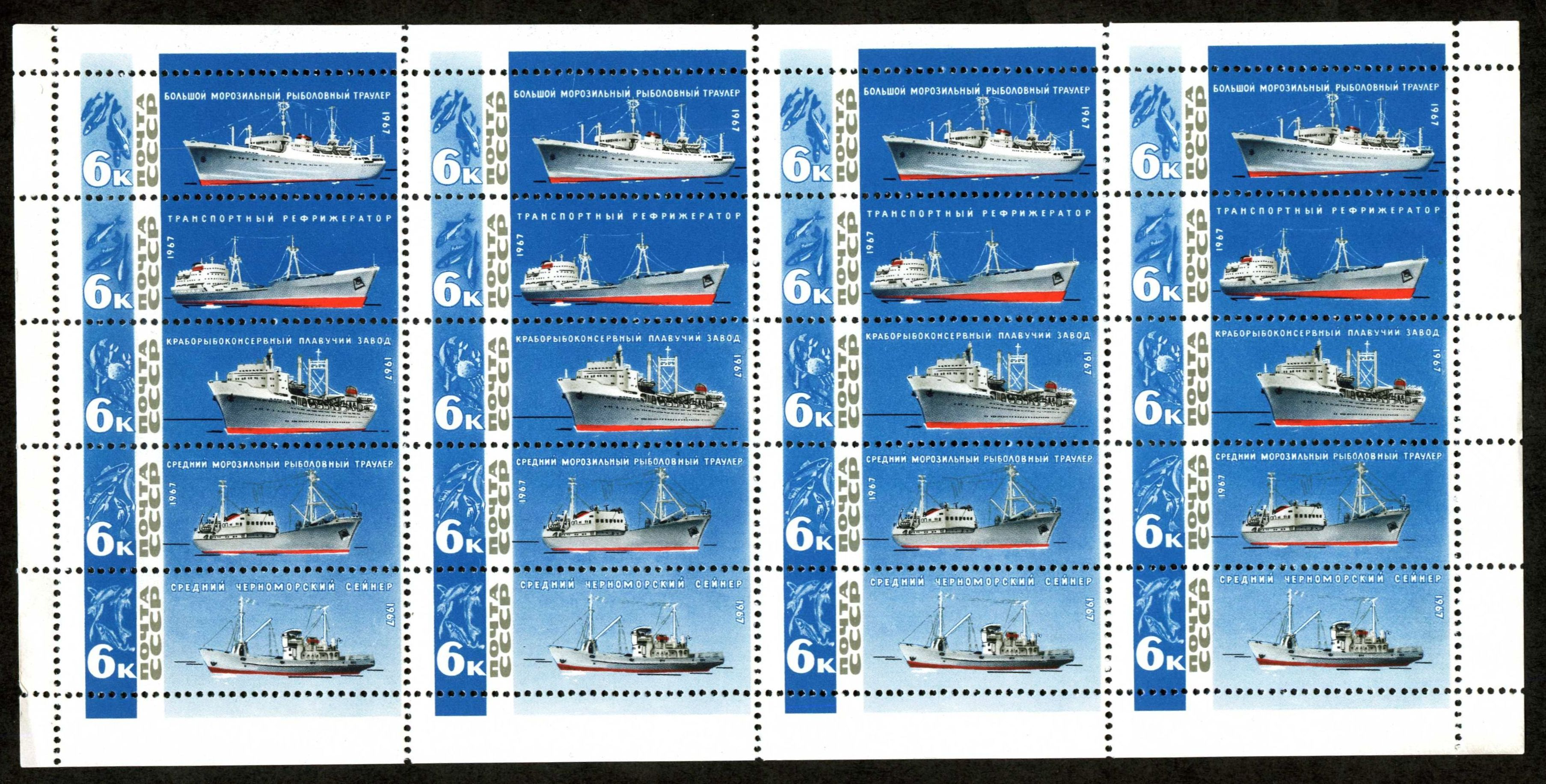
Марочный лист, включающий четыре вертикальные сцепки из пяти марок СССР (1967)

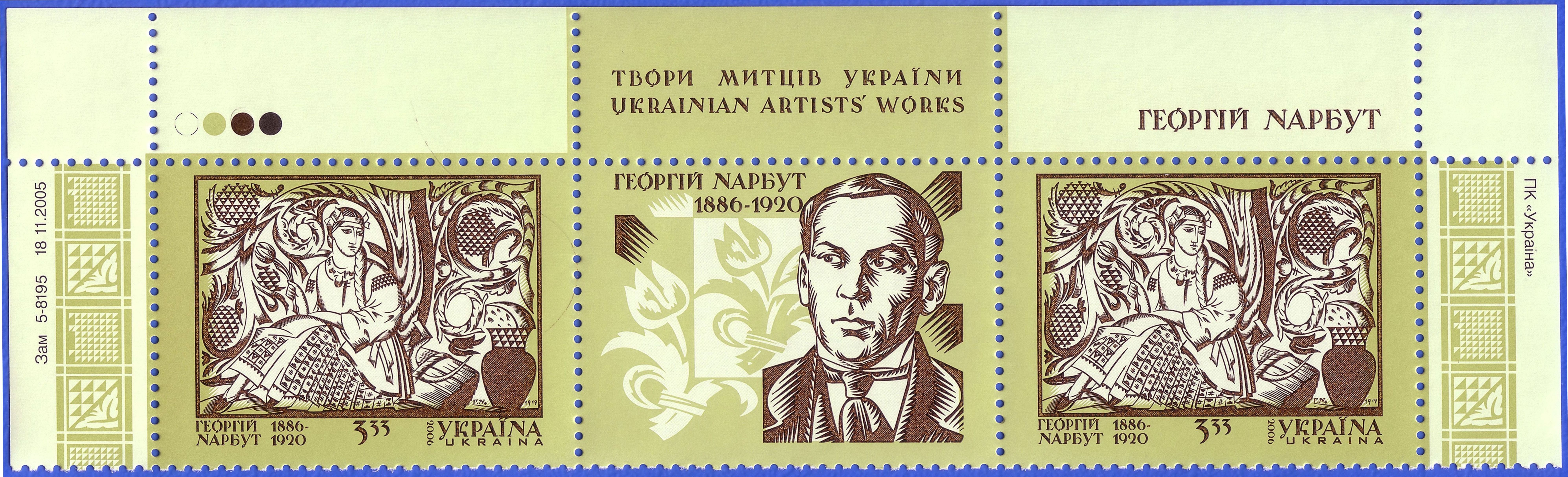
Горизонтальная сцепка из двух марок и купона Украины, 2006

По отношению одна к другой почтовые марки в сцепке могут располагаться:
- по вертикали,
- по горизонтали,
- в шахматном порядке (образуя квартблок).

## Коллекционирование
Сцепки привлекают коллекционеров своим необычным видом на альбомном листе, тем, что разнообразят и украшают коллекцию. Их разрешено экспонировать на филателистических выставках, кроме включённых в «список нежелательных эмиссий» ФИП.